# Villa de Acala
Villa de Acala es una población situada en el municipio de Acala, Chiapas, México. Es la cabecera municipal de su municipio.

## Toponimia
Acala es una palabra de origen náhuatl que significa "lugar de canoas".

## Geografía

#### Ubicación
Villa de Acala se localiza en la Depresión Central del estado, en la margen derecha del Río Grande o Grijalva. Su altura es de 49 m s. n. m.

## Historia
Villa de Acala fue fundado en la época colonial. Su templo principal, de religión católica, data del siglo XVIII. El 29 de junio de 1926 el gobernador Carlos Augusto Vidal le devolvió oficialmente la categoría de "villa" a Villa de Acala. En 1939 fue inaugurado un servicio de lanchas desde Chiapas hacia Villa de Acala, mismo que concluyó al llegar una carretera a la villa en 1961.